# 41 Leonis Minoris
41 Leonis Minoris, som är stjärnans Flamsteed-beteckning, är en ensam stjärna, belägen i den södra delen av stjärnbilden Lilla lejonet. Den har en skenbar magnitud av ca 5,06 och är svagt synlig för blotta ögat där ljusföroreningar ej förekommer. Baserat på parallaxmätning inom Hipparcosuppdraget på ca 14,2 mas, beräknas den befinna sig på ett avstånd på ca 229 ljusår (ca 70 parsek) från solen. Den rör sig bort från solen med en heliocentrisk radialhastighet på ca 18,5 km/s.

## Egenskaper
41 Leonis Minoris är en blå till vit stjärna i huvudserien av spektralklass A3 Vn där "n"-suffixet anger att stjärnan har "diffusa" (breddade) linjer i dess spektrum på grund av snabb rotation. Den har en massa som är ca 2,5 solmassor, en radie som är ca 2,1 solradier och utsänder från dess fotosfär ca 55 gånger mera energi än solen vid en effektiv temperatur av ca 9 900 K.